# Paepalanthus laxifolius
Paepalanthus laxifolius är en gräsväxtart som beskrevs av Friedrich August Körnicke. Paepalanthus laxifolius ingår i släktet Paepalanthus och familjen Eriocaulaceae. Inga underarter finns listade i Catalogue of Life.